# Семмі Маккрорі
Семмі Маккрорі (англ. Sammy McCrory, 11 жовтня 1924, Белфаст — 4 травня 2011) — північноірландський футболіст, що грав на позиції нападника, зокрема за «Саутенд Юнайтед» і «Свонсі Таун», а також національну збірну Північної Ірландії.

## Клубна кар'єра
У дорослому футболі дебютував 1946 року виступами за команду «Свонсі Таун», в якій провів три сезони, взявши участь у 103 матчах чемпіонату.  Більшість часу, проведеного у складі «Свонсі Тауна», був основним гравцем атакувальної ланки команди. У складі «Свонсі Тауна» був одним з головних бомбардирів команди, маючи середню результативність на рівні 0,45 гола за гру першості.
Згодом з 1950 по 1960 рік грав у складі команд «Іпсвіч Таун», «Плімут» та «Саутенд Юнайтед».
Завершив ігрову кар'єру у команді «Кембридж Юнайтед», за яку виступав протягом 1960—1962 років.

## Виступи за збірну
1957 року провів свій єдиний офіційний матч у складі національної збірної Північної Ірландії, забивши у ньому гол у ворота збірної Англії.
Був у заявці збірної на чемпіонат світу 1958 року у Швеції, де залишався гравцем запасу і на поле не виходив.
Помер 4 травня 2011 року на 87-му році життя.